# Short track alla XXVI Universiade invernale
Le gare di short track della XXVI Universiade invernale si sono svolte dal 18 al 20 dicembre 2013, allo Stadio del Ghiaccio di Trento, in Italia. In programma otto eventi.

## Podi

### Uomini
| Evento           | Oro                                                       | Tempo    | Argento                                                                                               | Tempo    | Bronzo                                                                               | Tempo    |
| 500 m            | Lee Hyo-Been                                              | 41"642   | Patrick Robert Pippy Duffy                                                                            | 41"917   | Shi Jingnan                                                                          | 42"025   |
| 1000 m           | Noh Jin-Kyu                                               | 1'25"506 | Um Cheon-Ho                                                                                           | 1'25"642 | Guillaume Bastille                                                                   | 1'25"777 |
| 1500 m           | Noh Jin-Kyu                                               | 2'16"810 | Um Cheon-Ho                                                                                           | 2'16"852 | Yoan Gauthier                                                                        | 2'17"742 |
| Staffetta 5000 m | Ungheria Bence Béres Csaba Burján Viktor Knoch Bence Oláh | 6'46"953 | Canada Guillaume Bastille Vincent Cournoyer Patrick Robert Pippy Duffy Yoan Gauthier Sébastien Landry | 6'46"960 | Russia Dmitrij Mjasnikov Dmitrij Migunov Andrej Mikašev Kirill Šašin Ėduard Strelkov | 6'55"547 |

### Donne
| Evento           | Oro                                                                              | Tempo    | Argento                                                                             | Tempo    | Bronzo                                                                     | Tempo    |
| 500 m            | Wang Xue                                                                         | 44"713   | Caroline Truchon                                                                    | 44"834   | Agnė Sereikaitė                                                            | 45"044   |
| 1000 m           | Guo Yihan                                                                        | 1'35"691 | Lee Eun-byeol                                                                       | 1'36"161 | Tao Jiaying                                                                | 1'36"271 |
| 1500 m           | Tao Jiaying                                                                      | 2'30"296 | Bernadett Heidum                                                                    | 2'30"545 | Hwang Hyun-Sun                                                             | 2'30"606 |
| Staffetta 3000 m | Corea del Sud Choi Ji-Hyun Hwang Hyun-Sun Lee Eun-byeol Lee So-Youn Song Jae-Won | 4'15"946 | Russia Julija Kičapova Ėmina Malagi Vera Miljaeva Lija Stepanova Evgenija Zacharova | 4'17"107 | Ungheria Bernadett Heidum Andrea Keszler Zsófia Lilla Kónya Szandra Lajtos | 4'17"549 |

## Medagliere
| Pos.   | Paese         | Oro | Argento | Bronzo | Totale |
| ------ | ------------- | --- | ------- | ------ | ------ |
| 1      | Corea del Sud | 4   | 3       | 1      | 8      |
| 2      | Cina          | 3   | 0       | 2      | 5      |
| 3      | Ungheria      | 1   | 1       | 1      | 3      |
| 4      | Canada        | 0   | 3       | 2      | 5      |
| 5      | Russia        | 0   | 1       | 1      | 2      |
| 6      | Lituania      | 0   | 0       | 1      | 1      |
| Totale | Totale        | 8   | 8       | 8      | 24     |